# هيلين ماك
هيلين ماك (بالإنجليزية: Helen Mack)‏ هي ممثلة أمريكية، ولدت في 12 نوفمبر 1913 في الولايات المتحدة، وتوفيت في 13 أغسطس 1986 ببيفرلي هيلز في الولايات المتحدة بسبب سرطان.

## أعمال

### أفلام
- (1933) ابن كونغ[1][2]
- (1940) فتاة الجمعة[3]

## وصلات خارجية
- هيلين ماك على موقع IMDb (الإنجليزية)
- هيلين ماك على موقع ألو سيني (الفرنسية)
- هيلين ماك على موقع أول موفي (الإنجليزية)
- هيلين ماك على موقع قاعدة بيانات برودواي على الإنترنت (الإنجليزية)
- هيلين ماك على موقع قاعدة بيانات برودواي على الإنترنت (الإنجليزية)
- هيلين ماك على موقع قاعدة بيانات برودواي على الإنترنت (الإنجليزية)
- هيلين ماك على موقع قاعدة بيانات الأفلام السويدية (السويدية)
- هيلين ماك على موقع إن إن دي بي (الإنجليزية)
- هيلين ماك على موقع قاعدة بيانات الفيلم (الإنجليزية)
- هيلين ماك على موقع كينوبويسك (الروسية)